# Микуличи (платформа)
Мику́личи (бел. Міку́лічы) — остановочный пункт пассажирских поездов пригородного сообщения вблизи одноимённой деревни Бобруйского района (Могилёвская область, Белоруссия).
Расположен между железнодорожной станцией Телуша и остановочным пунктом Омельня (отрезок Осиповичи — Жлобин железнодорожной линии Минск — Гомель). Действует пригородное пассажирское сообщение электропоездами по маршруту Осиповичи — Жлобин, а также дизель-поездом по маршруту Рабкор — Жлобин.
Примерное время в пути со всеми остановками от ст. Осиповичи I — 1 ч. 30 мин., от ст. Жлобин — 40-50 мин.
Билетная касса в здании платформы отсутствует; билет на проезд можно оплатить у кассиров (поезда на данном участке сопровождаются кассирами) или приобрести онлайн.